# Касьянова, Анна Анатольевна
Анна Анатольевна Касьянова (Мельниченко)(укр. Ганна Анатоліївна Касьянова (Мельниченко), 24 апреля 1983, Тбилиси) — украинская спортсменка, специализирующаяся в легкоатлетическом многоборье.
Чемпионка мира в семиборье (2013). Заслуженный мастер спорта.

## Биография
Родилась 24 апреля 1983 в Тбилиси. Окончила Кременчугский национальный университет им. Михаила Остроградского.
Первый тренер Виктория Козлова. Также тренировалась у Дмитрия Лепы.

### Спортивная карьера
В августе 2012 года в Лондоне на летних Олимпийских играх в семиборье пришла к финишу 10-й с результатом 6392 очка.
В марте 2013 года в Гётеборге на Чемпионате Европы по лёгкой атлетике в помещении выиграла бронзовую медаль в пятиборье с результатом 4604 очков.
В 2013 году Анна Мельниченко завоевала серебро на Суперлиге Кубка Европы и возглавляла мировой рейтинг многоборок.
13 августа 2013 году в Москве на Чемпионате мира по лёгкой атлетике выиграла золотую медаль в семиборье с результатом 6586 очков — став чемпионом мира по лёгкой атлетике. Эта награда стала первым золотом независимой Украины в женском многоборье.
24 августа 2013 года награждена орденом княгини Ольги III степени — за значительный личный вклад в государственное строительство, социально-экономическое, научно-техническое, культурно-образовательное развитие Украины, весомые трудовые достижения и высокий профессионализм.
Названа лучшим спортсменом Запорожья 2013 года
В Запорожье Мельниченко представляла Школу высшего спортивного мастерства, спортивный клуб «Металлург», ФСТ «Украина»
В 2014 году вышла замуж за Алексея Касьянова и сменила фамилию. Согласно международным правилам два года после смены фамилии Анна выступала под двойной фамилией.
В 2017 году была дисквалифицирована на 9 месяцев за применение кломифена.